# Macrochisma
Macrochisma là một chi ốc biển, là động vật thân mềm chân bụng sống ở biển trong họ Fissurellidae.

## Các loài
Các loài trong chi Macrochisma gồm có:
- Macrochisma africana Tomlin, 1926[2]
- Macrochisma compressa A. Adams, 1850[3]
- Macrochisma magathura A. Adams 1850[4]
- Macrochisma producta A. Adams, 1850[5]
- Macrochisma sinensis A. Adams, 1855[6]

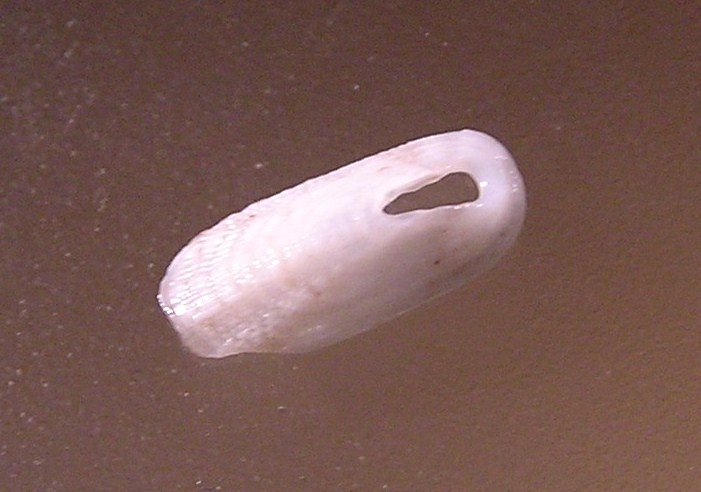
Macrochisma munita

The Indo-Pacific Molluscan Database also gồm cós the following species with names in current use 
- Macrochisma angustata A. Adams, 1850
- Macrochisma bakiei Adams in Sowerby, 1862
- Macrochisma canalifera (G. & H. Nevill, 1869)
- Macrochisma cuspidata A. Adams, 1851
- Macrochisma dilatata A. Adams, 1851
- Macrochisma elegans Preston, 1908
- Macrochisma hiatula Swainson, 1840
- Macrochisma madreporaria Hedley, 1907
- Macrochisma munita (Iredale, 1940)
- Macrochisma scutiformis G. & H. Nevill, 1869
- Macrochisma tasmaniae (Sowerby, 1862)